# 田中智広
田中 智広（たなか ともひろ、1991年10月24日 - ）は、トップチャレンジリーグコカ・コーラレッドスパークスに所属するラグビー選手。

## プロフィール
- 熊本県出身[1]。
- ポジションはプロップ(PR)。
- 身長 175cm、体重 115kg

## 略歴
2010年、荒尾高校卒業後、近畿大学に入学する。
2013年、近畿大学ラグビー部のFWリーダーに就任した。
2014年、近畿大学卒業後、コカ・コーラウエストレッドスパークスに加入。
2015年11月14日に行われたジャパンラグビートップリーグ第1節のNTTドコモレッドハリケーンズ戦にて途中出場で公式戦初出場を果たす。